# Avex ideak
avex ideak（エイベックス イデアック）は、かつて存在したエイベックス・グループ・ホールディングスのレコードレーベルである。
角松敏生（KADOMATSU. T）のエイベックスレーベルで、AGHARTAの「ILE AIYE 〜WAになっておどろう〜」やVOCALAND2のアーティストが中心である。
以前から角松のファンであった松浦勝人より、女性ボーカル発掘プロジェクトの製作打診を受け、前年にcutting edgeからリリースされ高い支持を得た『VOCALAND』の続編制作用に設立されたレーベルである。avexの名を冠しながらもCDの規格番号は「CT」で始まっている（販売およびCD生産は当時の東芝EMIが担当した）。パッケージ側面でもオーバルａマークとともに、このレーベル名のフルスペルが書き添えられていた。
単発の企画用であり、1997年中に行われたavexの組織再編により廃止されることが決まった。作品のリリースから、1998年までは存在していたことが分かる。

## 作品
この節では、avex ideak内にて発表された音楽作品を記す。

### シングル

#### 8cmCD
- ILE AIYE 〜WAになっておどろう〜 / AGHARTA
- Give it up / 吉沢梨絵 from VOCALAND
- Together / 吉田朋代 from VOCALAND
- Never Gonna Miss You / 吉沢梨絵 Duet with KADOMATSU T.
- ALL OF YOU / 吉沢梨絵
- Because you are / 吉田朋代
- サヨナラはくちぐせ / 吉沢梨絵
- Pride 〜真昼の月〜 / 吉田朋代

#### アナログレコード（12インチ）
- ILE AIYE 〜WAになっておどろう〜 (ORIGINAL REMIX / JOHN ROBINSON REMIX) / AGHARTA

### アルバム
- VOCALAND 2 〜Male,Female&Mellow〜